# تل‌اسپید (دشتستان)
تل اسپید(دشتستان) مربوط به دوره ساسانی است و در شهرستان دشتستان، بخش مرکزی، دهستان زیارت، روستای بنداروز واقع شده و این اثر در تاریخ ۸ بهمن ۱۳۸۵ با شمارهٔ ثبت ۱۷۱۱۷ به‌ عنوان یکی از آثار ملی ایران به ثبت رسیده است.